# Corps-Nuds
Corps-Nuds es una comuna francesa situada en el departamento de Ille y Vilaine, en la región de Bretaña.

## Demografía
| 1412 | 1409 | 1515 | 1692 | 2154 | 2458 | 3434 |
| Para los censos de 1962 a 1999 la población legal corresponde a la población sin duplicidades (Fuente: INSEE [Consultar]) |      |      |      |      |      |      |